# White Devil Armory
White Devil Armory é o décimo sétimo álbum da banda americana de thrash metal Overkill. Foi lançado em 18 de julho de 2014 na Europa pela Nuclear Blast e em 22 de julho na América do Norte via eOne Music.

## Lista de faixas[4]
Bobby Ellsworth  e D. D. Verni compuseram todas as faixas.
| N.º            | Título                     | Duração |  |
| 1.             | "XDM"                      | 0:49    |  |
| 2.             | "Armorist"                 | 3:53    |  |
| 3.             | "Down To The Bone"         | 4:04    |  |
| 4.             | "PIG"                      | 5:21    |  |
| 5.             | "Bitter Pill"              | 5:48    |  |
| 6.             | "Where There's Smoke"      | 4:20    |  |
| 7.             | "Freedom Rings"            | 6:52    |  |
| 8.             | "Another Day To Die"       | 4:56    |  |
| 9.             | "King Of The Rat Bastards" | 4:09    |  |
| 10.            | "It's All Yours"           | 4:26    |  |
| 11.            | "In The Name"              | 6:03    |  |
| Duração total: | Duração total:             | 50:41   |  |

### Faixas Bônus[5][6]
| N.º            | Título                                                              | Duração |  |
| 12.            | "The Fight Song"                                                    | 5:13    |  |
| 13.            | "Miss Misery (cover de Nazareth com participação de Mark Tornillo)" | 4:31    |  |
| Duração total: | Duração total:                                                      | 60:25   |  |

## Listas de vendas
| País (2014)                                   | Posição dentre os mais vendidos |
| --------------------------------------------- | ------------------------------- |
| Áustria (Ö3 Austria Top 40)                   | 53                              |
| Bélgica (Ultratop Flandres)                   | 168                             |
| Bélgica (Ultratop Valônia)                    | 142                             |
| Finlândia (Suomen virallinen lista)           | 28                              |
| Alemanha (Offizielle Deutsche Charts)         | 20                              |
| Hungria (MAHASZ)                              | 28                              |
| Japão (Oricon)                                | 91                              |
| Coreia do Sul (GAON)                          | 26                              |
| Suíça (Schweizer Hitparade)                   | 31                              |
| Estados Unidos (Billboard 200)                | 31                              |
| Estados Unidos (Billboard Independent Albums) | 5                               |
| Estados Unidos (Top Hard Rock Albums)         | 3                               |
| Estados Unidos (Top Rock Albums)              | 10                              |
| Estados Unidos (Top Tastemaker Albums)        | 4                               |

## Créditos
- Bobby "Blitz" Ellsworth – vocais
- Dave Linsk – guitarra solo, backing vocals
- Derek "The Skull" Tailer – guitarra base, backing vocals
- D. D. Verni – baixo, backing vocals
- Ron Lipnicki – bateria

Músicos adicionais
- Mark Tornillo - backing vocals em "Miss Misery"